# Соса, Исмаэль
Виктор Исмаэль Соса (исп. Víctor Ismael Sosa; 18 января 1987, Сан-Мартин) — аргентинский футболист, нападающий клуба «Ньюбленсе».

## Биография
Воспитанник «Индепендьенте», в котором и дебютировал на взрослом уровне. Играл в юношеских сборных Аргентины. В составе сборной до 20 лет был на чемпионате Южной Америки 2007 года в Парагвае.
Дебютировал в чемпионате Аргентины 20 марта 2005 года в матче «Индепендьенте» — «Бока Хуниорс», закончившимся со счётом 2:1.
На время сезона 2009/10 был арендован «Архентинос Хуниорс» до 30 июня 2010 года. Стал в этом сезоне одним из лучших игроков аргентинского чемпионата.
В середине 2010 года Соса подписал контракт с турецким клубом «Газиантепспор». В 2013 году вернулся в Южную Америку — в составе «Универсидад Католику» в том году дважды занял второе место в чемпионате Чили.
С 2014 по 2021 год выступал в Мексике. Провёл по три сезона в УНАМ Пумас, УАНЛ Тигрес и «Пачуке». Кромее того, будучи игроком «Пачуки», в сезоне 2019/20 находился в аренде в «Леоне». Вместе с «Тигрес» выиграл два чемпионата Мексики и три трофея Чемпион чемпионов.
В январе 2022 года перешёл в чилийский «Эвертон» из Винья-дель-Мара.

## Титулы и достижения
- Чемпион Аргентины (1): Клаусура 2010
- Вице-чемпион Чили (2): 2013, Апертура 2013
- Финалист Кубка Чили (1): 2012
- Чемпион Мексики (2): Апертура 2016, Апертура 2017
- Вице-чемпион Мексики (2): Апертура 2015, Клаусура 2016
- Обладатель трофея Чемпион чемпионов (3): 2016, 2017, 2018
- Финалист Лиги чемпионов КОНКАКАФ (1): 2016/17